# Protocol Data Unit

媒体アクセス制御(MAC)層のprotocol data unit(PDU)は物理層のservice data unit(SDU)となる。

電気通信において、protocol data unit（PDU、プロトコルデータユニット）とは、コンピュータネットワークのピアエンティティ（両端）の間で送受信される最小の情報の単位である。
PDUは、通信プロトコルで定義された制御情報（ヘッダ）部分と、通信データの中身であるペイロードからなる。
通信プロトコルスタックの階層化アーキテクチャでは、各層は、特定のタイプやモードのデータ交換に合わせて調整されたプロトコルを実装し、それによって、プロトコルで規定されるPDUが異なる。例えば、TCPはコネクション型転送モードを実施し、このプロトコルにおけるPDUはセグメントと呼ばれる。一方、UDPはコネクションレス型転送モードを実施し、PDUとしてデータグラムを使用する。インターネット・プロトコル・スイートの下位層であるインターネット層では、PDUはペイロードタイプに関係なくパケットと呼ばれる。

## 例

### OSI参照モデル
OSI参照モデルの各層のPDUは次のようになる。
| 階層  | 階層             | PDU                                    |
| ----- | ---------------- | -------------------------------------- |
| 第4層 | トランスポート層 | パケット・セグメントまたはデータグラム |
| 第3層 | ネットワーク層   | パケット                               |
| 第2層 | データリンク層   | フレーム                               |
| 第1層 | 物理層           | ビット（より一般的にはシンボル）       |

特定のOSI階層に関する文脈においては、PDUはその階層での表現の同義語として使用されることがある。

### インターネット・プロトコル・スイート
インターネット・プロトコル・スイートの各層のPDUは次のようになる。
| 階層             | PDU                                         |
| ---------------- | ------------------------------------------- |
| トランスポート層 | TCPではTCPセグメント。UDPではデータグラム。 |
| インターネット層 | パケット                                    |
| リンク層         | フレーム                                    |

イーサネット上のTCP/IPでは、物理層のデータはイーサネットフレームによって転送される。

### ATM
ATMのデータリンク層のPDUはセルと呼ばれる。

### media access control protocol data unit
media access control protocol data unit (MPDU) は、OSI参照モデルに基づいて通信システム内の媒体アクセス制御(MAC)エンティティ間で交換されるメッセージである。
MPDUがMAC service data unit(MSDU)よりも大きくなることのあるシステムでは、MPDUはパケット・アグリゲーションによって複数のMSDUに分割される場合がある。MPDUがMSDUよりも小さいシステムでは、パケット・セグメンテーションによって、1つのMSDUが複数のMPDUを生成することがある。

### transport protocol data unit
transport protocol data unit (TPDU) は、ペイロードメッセージの先頭に数バイトのルーティングヘッダを追加したメッセージカプセル化フォーマットである。
TPDUには、オーバーヘッドTPDUとバイトあたりのオーバーヘッドの2つの処理オーバーヘッドがある。